# Баринов, Александр Васильевич
Александр Васильевич Баринов (8 января 1946 — 28 июля 1996) — электромеханик производственного объединения «Горьковский автомобильный завод», Нижегородская область, полный кавалер Ордена Трудовой Славы.

## Биография
Родился 8 января 1946 года в городе Горький. Окончил среднюю школу и Горьковское профессиональное техническое училище №4. В июле 1963 года поступил на работу электромонтёром на Горьковский автозавод.
С 1967 по 1969 год служил в рядах Вооружённых сил СССР. Демобилизовавшись, вернулся работать на завод. Трудился электромонтёром в механо-сборочном цехе №2.
Указом Президиума Верховного Совета СССР от 31 марта 1981 года за заслуги при выполнении заданий десятой пятилетки был награждён орденом Трудовой Славы III степени.
С 1983 по 1995 год трудился электромонтёром в цехе мостов на производстве агрегатов легковых автомобилей.
Указом Президиума Верховного Совета СССР от 10 июня 1986 года за заслуги при выполнении заданий одиннадцатой пятилетки был награждён орденом Трудовой Славы II степени.
Указом Президиума Верховного Совета СССР от 29 ноября 1991 года за большой личный вклад в разработку и внедрение в производство новых модификаций автомобилей был награждён орденом Трудовой Славы I степени.
В 1995 году был назначен директором фирмы «ГАЗинвест», с 1993 года являлся председателем Совета трудового коллектива и входил в Совет директоров ОАО «ГАЗ».
Скончался 28 июля 1996 года. Похоронен на Ново-Автозаводском кладбище города Нижний Новгород.

## Награды и звания
- Орден Трудовой Славы - I степени (29.11.1991);
- Орден Трудовой Славы - II степени (10.06.1986);
- Орден Трудовой Славы - III степени (31.03.1981).